# کتابخانه ویلیام آکسلی تامپسون مموریال
کتابخانه ویلیام آکسلی تامپسون مموریال (به انگلیسی: William Oxley Thompson Memorial Library) که معمولاً به نام کتابخانه تامپسون (به انگلیسی: Thompson Library) شناخته می‌شود کتابخانه اصلی پردیس کلمبوس دانشگاه ایالتی اوهایو است. این بزرگ‌ترین کتابخانه این دانشگاه است و دارای مجموعه‌های ویژه، کتاب‌های نادر و نسخ خطی، آرشیو دانشگاهی و بسیاری از کتاب‌های موضوعی دپارتمان‌های مختلف این دانشگاه است. این کتابخانه ابتدا در سال ۱۹۱۲ ساخته شد و در سالهای ۱۹۵۱، ۱۹۷۷ و ۲۰۰۹ بازسازی شده است. این کتابخانه به افتخار پنجمین رئیس دانشگاه ایالتی اوهایو، ویلیام آکسلی تامپسون، نامگذاری شده است و یک سامانه کتابخانه‌ای بزرگ در آمریکا است. این مؤسسه متعلق به دانشگاه ایالتی اوهایو است.
سیستم کتابخانه تامپسون در مجموع ۵٫۸ میلیون نسخه را را شامل می‌شود. خود کتابخانه حدود ۱٫۲۵ میلیون جلد، از جمله ۲۵۰٫۰۰۰ جلد کتاب ویژه را دربر می‌گیرد. بقیه کتاب‌ها توسط دبیرخانه کتابخانه خارج از محل دانشگاه نگهداری و ارائه می‌شود.